# مزره (سقز)
قرية مزره (بالكردية: مەزرە) هي إحدى القرى التابعة لـذو الفقار في ريف قسم سرشيو من مقاطعة سقز، في محافظة كردستان الإيرانية.

## السكان
حسب إحصاءات سنة 2006، بلغ إجمالي السكان في مزره 196 نسمة وعدد المساكن 36 مسكن. لغة سكان مزره هي اللغة الكردية و هم من أهل السنة والجماعة والمذهب الشافعي.